# 마이클 A. 고지언
마이클 A. 고지언(Michael A. Goorjian, 1971년 2월 4일 ~ )은 미국의 영화 감독, 배우, 각본가이다.
샌프란시스코에서 태어났다.

## 출연 작품
- 더 위저드 오브 라이스 (2017년)
- 마이 일레븐스 (2014년)
- 어라운드 준 (2008년) - Mr. 루이스 역
- 컴퍼니 맨 (2007년)
- 브로큰 (2006, Broken)
- 신과 나눈 이야기 (2006년) - 로이 역
- 리퍼 매드니스 - 영화 뮤지컬 (2005년)
- 해필리 이븐 애프터 (2004년)
- 일루전 (2004년) - 크리스토퍼 역
- 라이프 인 어 데이 (1999년)
- 두 낫 디스터브 (1999년)
- SLC 펑크! (1998년) - 밥 역
- 하드 레인 (1998년)
- 라스베가스를 떠나며 (1995년) - 대학생 역
- 데이비드스 마더 (1994년)
- 뉴스보이 (1992년) - 스키테리 역
- 사랑 이야기 (1992년)
- 네버 포겟 (1991년)

### 텔레비전
- 파티 오브 파이브 (1994-2000)
- CSI: 과학수사대 (2001)
- 앨리어스 (2005)
- 탐정 몽크 (2005)
- 루시퍼 (2016)